# Route du poisson (Afrique)
Pour les articles homonymes, voir Route du poisson.
La route du poisson traverse le Mali du nord-ouest au sud-ouest depuis Mopti, où arrive le poisson pêché dans le Bani, en direction du Burkina Faso qui n'a ni accès à la mer, ni fleuve majeur.

## Tracé
Peu après Mopti, la route croise à Sévaré la Route nationale 6, un des principaux axes routiers du Mali, puis s'enfonce dans le Pays Dogon en direction de Bandiagara. Après avoir passé la falaise, elle traverse la plaine de savanes en direction du Burkina Faso où, après la frontière burkinabé, elle devient la route nationale 2.

## Une route stratégique
Cette route a une importance stratégique régionale. Lors des deux conflits entre le Mali et le Burkina Faso, c'est la voie qu'empruntait les chars de l'armée malienne.
Particulièrement contrôlée, avec une grande densité de postes de police tout au long de la route, elle est néanmoins l'axe emprunté par des trafics de contrebande (notamment d'alcool) entre le Burkina Faso et le Mali.